# Flamebird
Flamebird es el nombre usado por seis diferentes personajes ficticios en cómics que han aparecido publicados en DC Comics, específicamente en los mitos de Superman y Batman. 
El personaje principal que usa el nombre Flamebird es Bette Kane, quien fue la heroína Batgirl de pre-Crisis. Sin embargo, el pájaro Flamebird original pre-Crisis fue Jimmy Olsen, a quien más tarde sucedió un científico kandoriano. Después de la crisis, un héroe Kryptoniano usó el nombre Flamebird, y en una historia de "Un Año Después", también lo hizo Kara Zor-El. 
También se asocia a menudo a los personajes de Flamebird con personajes que usan el nombre Nightwing. 

## Historia de la Pre-crisis

### Jimmy Olsen
En la continuidad Pre-crisis, Flamebird era un seudónimo usado por Jimmy Olsen en aventuras compartidas con Superman en la ciudad de Kandor, una ciudad Kryptoniana que había estado encogido y conservada en una botella. 
En Kandor, Superman no tenía poderes y fue tildado de forajido debido a un malentendido. Para protegerse, Superman y Jimmy crearon identidades de justicieros inspiradas en Batman y Robin; sin embargo, como no existían ni murciélagos ni petirrojos en Krypton, Superman eligió los nombres de dos especies de aves nativas: Nightwing (para él) y Flamebird (para Jimmy). En un momento dado, Nightwing y Flamebird se asociaron con sus inspiraciones, Batman y Robin, pero una aventura en Kandor demostraría especialmente importancia a un joven Robin.
En Superman # 166 (enero de 1964), los hijos imaginarios de Superman van a Kandor y se enfrentan a los personajes Flamebird / Nightwing para combatir a un villano kandoriano llamado Gann Artar, después de encontrar los disfraces utilizados por su padre y Jimmy Olsen.

### Ak-Var
Mientras en Kandor, Nightwing y Flamebird se encontraron a Van-Zee, un científico Kandoriano que se parecía notablemente a Superman. En un momento dado, Van-Zee él se puso el disfraz de Nightwing para rescatar a un Superman atrapado. Después de que se fueron Superman y Jimmy de Kandor, Van-Zee tomó el papel de tiempo completo de Nightwing. 
Ak-Var, asistente de laboratorio de Van-Zee y esposo de su sobrina Thara, asumió más tarde el papel de Flamebird. Las dos tuvieron varias aventuras compartidas, asociándose una vez con Superman y Jimmy.

## Post-crisis

### Bette Kane
Por un breve momento en los años setenta, la joven Betty Kane aventurera disfrazada se había unido con una versión de la costa oriental de los Teen Titans, Titans West, bajo su nombre original de " Batgirl". Después de Crisis on Infinite Earths "Batgirl" no existió, aunque su equipo si lo hizo. Así, una nueva versión del personaje era necesaria. En los Archivos Secretos de lo Teen Titans y Orígenes Annual, la historia de post-crisis oficial de Titans West se reveló. En lugar de Betty Kane como Batgirl, se presentó a los Fanes a un personaje similar: Mary Elizabeth" Bette" Kane, a.k.a. Flamebird.

#### La conexión de Krypton
En los Archivos Secretos de Nightwing #1 cuenta la Post-crisis de cómo Dick Grayson se volvió Nightwing, pero retroactivamente borra la noción que Superman y Jimmy Olsen sostuvieron los títulos de Nightwing o Flamebird en sus vidas, respectivamente. 
La conexión entre Bette Kane como "Flamebird" y Dick como "Nightwing" era conjetural hasta el año 2001 en Superman: el Hombre de Acero #111; en donde Superman y Lois Lane viajan al pasado de Krypton para asumir los nombres de ellos mismos. Esto asoció una vez más directamente a Superman con los papeles; más importantemente, él reveló a Lois que les había relatado historias de ambas leyendas de Krypton a Dick y Bette. Sin embargo, todavía es desconocido, cuando Superman se encontró con Bette por primera vez.

### Kara Zor-El
En Supergirl N.º 6, Kara Zor-El ha asumido la identidad de Flamebird para luchar contra el crimen en la ciudad de Kandor, junto con Power Girl como Nightwing.

### Thara Ak-Var
En 2008, "Superman: New Krypton" tiene a Superman llegando a un acuerdo con la muerte de su padre adoptivo mientras también lidia con 100,000 kryptonianos que ahora viven en la Tierra como resultado del arco de la historia de Brainiac. Al final del cuarto número del arco, un nuevo Nightwing y Flamebird parecen evitar que dos de los seguidores del General Zod (que vivían en Kandor) liberen al General Kryptoniano de su prisión en la Zona Fantasma. Mientras protegían el proyector para evitar que los leales a Zod lo liberaran de la Zona Fantasma, tanto Flamebird como Nightwing exhibieron poderes que no son inherentes a los kryptonianos normales, Flamebird disparando fuego de sus manos y Nightwing empleando telequinesis para desmantelar las armas de sus atacantes. Además, a diferencia de las representaciones anteriores, Flamebird parece ser el socio dominante. Más tarde se revela que su verdadero nombre es Thara Ak-Var, jefa de seguridad de New Krypton, a quien Alura culpa parcialmente por la muerte de Zor-El. Thara también aparentemente liberó a Chris Kent de la Zona Fantasma, convirtiéndolo en el nuevo Nightwing. El nombre de Thara es una referencia a la pre-Crisis Flamebird y su esposa. La identidad de Flamebird se basa en una criatura mítica kryptoniana, cuya existencia está entrelazada con la de su bestia compañera, Nightwing. Thara posee una conexión con Flamebird, habiendo tenido sueños y visiones que involucran a la criatura durante la mayor parte de su vida.

### New 52
Tras los eventos de Crisis Infinita, se revela que Bette es la prima de la actual Batwoman, Kate Kane. En Detective Comics # 856, Bette se muda a Gotham City para inscribirse en la Universidad de Gotham. Se encuentra con su primo en una fiesta organizada para el Departamento de Policía de Gotham City, e intenta charlar con ella, solo para ser rechazado. Según el padre de Kate, Bette la admira y le gusta pasar tiempo con ella. Bette es secuestrada por un asesino en serie enloquecido conocido como Cutter y despierta atada y amordazada en su taller. Cutter planea quitarle las orejas a Bette como parte de un plan para crear una mujer perfecta mediante el uso de partes del cuerpo robadas. Batwoman rescata a Bette del asesino y accidentalmente revela su identidad. Al final de la historia, se ve a Bette con su traje Flamebird, diciéndole a Kate que quiere convertirse en su nueva compañera. Kate finalmente acepta entrenar a Bette y le da un traje militar gris sin capa y el nombre en clave Plebe. Kate más tarde pone fin a su relación de mentor-estudiante en un intento por evitar que Bette sufra daños, pero no puede evitar que Bette sea gravemente herida. Poco después de su recuperación, Bette adquiere tecnología pirotécnica y adopta el nombre en clave Hawkfire.

## En otros medios

### Televisión
- En el episodio de la segunda temporada de Krypton, "Ghost In The Fire", se menciona que Flamebird creó el planeta titular y fue reclamado como un dios por los kryptonianos.[12]
- El nombre Flamebird aparece en Mis aventuras con Superman como un canal de Jimmy Olsen.

### Varios
Flamebird apareció por primera vez en el número 50 de Teen Titans Go! como un nuevo miembro potencial junto con (la versión del universo TTG de) Mirage, Aquagirl, Golden Eagle y Azrael. Más tarde se la muestra en el número 55 en la alucinación de Starfire de haberse unido a Titans North junto a Mirage.